# シロクマベーカリー
シロクマベーカリー（Shirokuma Bakery）は北海道札幌市白石区本郷通13丁目に本店を置くパン工房。
本店の他に、札幌エスタ（北5条西2丁目）B1F大食品街と、丸井今井札幌本店大通館B1Fにサンドイッチ専門店のシロクマベーカリー・スタンドがある。
原料の小麦はすべて北海道産を使用するほか、道産の大麦やライ麦を使ったパンも作っている。「畑からのパン作り」が大きな特徴で、生産農家との協業で麦を育てるところからパン生産をスタートさせている。原料の小麦を主に生産する新篠津村はシロクマベーカリー本店から40kmほどの距離にあり、その中間に製粉所である江別製粉がある。
北海道産では初となるオーガニック小麦100%のパンを完成させた。

## 歴史
運営するシロクマ北海食品は1947年に函館で創業。旧いヨーロッパ式に学んだパン作りを行い、「シロクマパン」の名前で販売していた。1970年代に札幌圏へ進出、「チロリアン」名称の店舗展開を行った。
現社長の荒川伸夫が札幌に拠点を移した後の1997年、「れもんベーカリー」を豊平区西岡に開店、北海道産の小麦を使った焼きたてパンの販売を開始。
2015年8月20日、オーガニックパンの安定生産にめどが立ったことをきっかけに、老朽化が進んでいた西岡のれもんベーカリーを閉店し、現在の本店へと移転。同時にブランドのリニューアルを行って店名を「シロクマベーカリー」に改め、同年9月9日に再オープン。18年間地元で親しまれた「れもんベーカリー」の名前がなくなることについてはファンの間で賛否が分かれた。
この移転の様子はHBCテレビの『今日ドキッ!』で閉店時と新規開店時の2回にわたって特集が組まれ放映された他、HBCラジオ『カーナビラジオ午後一番!』では、新規開店後の2015年9月18日放送で大森俊治が訪れたことがある。
2016年6月、札幌エスタ内に「シロクマベーカリー・スタンド」を出店。丸井今井の「れもんベーカリー」も10月にリニューアルを行い、「シロクマベーカリー・スタンド」に統一。
同年12月、オーガニックパン専用の工房を開設。
2021年には、札幌市白石区出身の長谷川雅紀（錦鯉）の一発ギャグとコラボした「見た目で損してるレーズンパン」を発売した。

## 店舗
シロクマベーカリー本店は市営地下鉄東西線・南郷13丁目駅近くの古民家を改造して作られた三角屋根の一軒家。パンを焼く工房と販売スペースがあり、二階にはイートインスペースを備える。庭には楓を中心に北海道の山野草が植えられ、ハーブ、ベリー類やブドウなどパンの材料になる植物も種々育てられている。
シロクマベーカリー・スタンドはテイクアウト専門のカウンター販売店で、商業ビルのテナントとして入店している。

## パン作りの姿勢
社長の荒川が本格的に道産素材によるパン作りを開始したのは1990年代。
北海道は小麦の大生産地だが、その需要は麺類製造に適した中力粉が主役で、パン作りに適した強力粉の「はるゆたか」の栽培は軽視されており、道内で作られるパン類も大半は輸入原料に頼っていた。
これを疑問に感じた荒川は生産農家を訪ね廻って「はるゆたか」栽培を促し、賛同者を得て少しずつ量を確保していった。
創業当初から「小麦と酵母と水だけでも美味しいパンは作れる」を信念とし、できるだけ副原料を使わず素材の持ち味を引き出す前近代的な製法を貫いている。発酵には数種類のイースト菌を使うほか、ホシノの天然酵母も使用している。

### エピソード
畑を訪ね歩いている時、荒川はふと通りかかった海辺の畑でライ麦が育っているのを発見する。道内でライ麦が生産されているという情報はなく、不思議に思って尋ねてみると、入植者の子孫であるその農家では代々、凶作への備えとしてライ麦を育てる慣わしがあったのだが、結局用途がなくて毎年捨てるだけなので、今年いっぱいで栽培をやめようと話していたところだったという。これを聞いた荒川は頼みこんで生産を続けてもらい、それを買い上げてライ麦パン作りを始める。そうして年々作付けを増やして行き、今では安定して道産ライ麦パンが作れるまでになった。
本場ヨーロッパでも少なくなりつつある正統派の製法と北海道の素材の相性には評価が高く、札幌に長く在住するフランス人が「自分が子供の頃に食べていたパンと同じ味がする」と語ったというエピソードも伝えられている。

## コンセプト
ブランドのリニューアルにあたって、独立行政法人・中小企業基盤整備機構北海道本部の支援により、アドバイザーとしてブランディングの専門家の派遣を受けた。札幌出身のクリエイティブ・ストラテジストによって立案されたブランド戦略とコンセプト案に基づき、ブランド世界観の背景として「冬眠ホテルのシロクマベーカリー」という童話が作成され、アートディレクション及び店舗の体験デザインの出発点となった。

## アートディレクション
シロクマベーカリーのアートディレクションは現代美術家のミヤケマイが手がけている。ブランドロゴやエンブレムの他、店舗の内外装やサイネージ、什器、調度類、制服、ウエブサイト、スタンプカードや装花、消耗品に至るまで総合的なディレクションを行っている。
大分県立美術館（OPAM）のアトリウム展示を仕上げたミヤケマイがシロクマベーカリーのプロジェクトに着手したのが2015年の5月で、店舗オープンまでは４ヶ月を切っていたが、その時点で新店舗の物件はまだ決まっていない状態だった。店舗内装についてはSkypeを駆使した東京〜札幌の遠隔ディレクションで、奇跡的な短期間での完成となった。
世界観の核となるシロクマのエンブレムは、ミヤケマイが実際に新篠津村の小麦畑に立って得たインスピレーションをもとに描き出した。いわゆるホッキョクグマではなく、北の森の奥深くに生きる聖獣「白き熊」がパンを手にした姿を、木彫りの熊と鮭に見立てるというミヤケマイ作品らしいエスプリを効かせたものになっている。
小麦畑の視察に訪れたミヤケは先住民の文化と開拓史を学ぶために北海道開拓記念館（現・北海道ミュージアム）にも立ち寄り、先住民の自然観や、羆を地上に降りた神の姿とみなしていたという史実に触れ、大地の豊かな恵みや自然の大いなる力の象徴であり、その偉大さを人々に伝える使者でもある大地の守り神として、白き熊を創出したと言われている。
ミヤケは「シロクマベーカリー」に加えて一般小売向け商品「シロクマパン」のアートディレクションも行い、パッケージに使用される仔熊のエンブレムも製作している。

## オーガニックへの取り組み
有機JAS認証を得た北海道産小麦だけでオーガニックパンを完成させたのはシロクマベーカリーが初めてである。これは札幌市の北部に位置する新篠津村の生産者・田中哲夫と荒川が5年間をかけた試行錯誤の末に完成にこぎつけたもので、昔のヨーロッパの製法を踏襲するパン作りに適した、昔ながらの農法による小麦の素朴な味わいを実現するものとして、農場側と工房側で相互に改良が重ねられている。
荒川は、道産小麦100%を達成した時点で、消費者が口にするパンへの残留農薬については安全性に自信を持っていたが、農場に通ううち、農薬を散布する生産農家自身が健康被害で苦しんでいる姿を目にして問題意識を深めるようになる。また、カエルも虫もいない"沈黙した畑"で作られる麦に、漠然とした不気味さを覚え、この取り組みを始めることとなった。